# Maria Fernanda Cândido
Maria Fernanda Cândido (Londrina, 21 maggio 1974) è un'attrice, conduttrice televisiva ed ex modella brasiliana.

## Biografia
Ha sfilato per Giorgio Armani ed è stata la testimonial dello stilista italiano in Brasile. In Italia si è fatta conoscere per aver preso parte alle telenovelas Terra nostra, Terra nostra 2 - La speranza e soprattutto Vento di passione, nella quale ha impersonato la protagonista. Ha ottenuto un ruolo importante nella miniserie Dalva e Herivelto: Uma Canção de Amor, che è stata candidata a due premi Emmy.
Nel 2019 ha affiancato Pierfrancesco Favino nella pellicola Il traditore, biografia cinematografica di Tommaso Buscetta, con la regia di Marco Bellocchio. Nel 2021 ha recitato nella coproduzione italo-brasiliana Bastardi a mano armata, per la regia di Gabriele Albanesi.
Nel 2022 è stata nel cast della coproduzione USA-UK Animali fantastici - I segreti di Silente.

## Filmografia

### Cinema
- Dom, regia di Moacyr Góes (2003)
- Sal de Prata, regia di Carlos Gerbase (2005)
- Aparecida: O Milagre, regia di Tizuka Yamasaki (2010)
- Apneia, regia di Mauricio Eça (2014)
- O Amuleto, regia di Jeferson De (2015)
- Meu Amigo Hindu, regia di Héctor Babenco (2015)
- Bio, regia di Carlos Gerbase (2017)
- Il traditore, regia di Marco Bellocchio (2019)
- A Paixão Segundo G.H., regia di Luiz Fernando Carvalho (2020)
- Bastardi a mano armata, regia di Gabriele Albanesi (2021)
- Animali fantastici - I segreti di Silente (Fantastic Beasts: The Secrets of Dumbledore), regia di David Yates (2022)
- La stanza delle meraviglie (La Chambre des merveilles), regia di Lisa Azuelos (2023)
- O agente secreto, regia di Kleber Mendonça Filho (2025)

### Televisione
- Serras Azuis – serie TV (1998)
- Pérola Negra – serie TV (1998)
- Terra nostra – serie TV, 221 episodi (1999-2000)
- Vento di passione (Aquarela do Brasil) – miniserie TV, 4 episodi (2000)
- Terra nostra 2 - La speranza (Esperança) – serie TV (2002)
- Os Normais – serie TV, episodi 3x4 (2003)
- Um Só Coração – miniserie TV, 52 episodi (2004)
- Como uma Onda – serie TV, 287 episodi (2004-2005)
- Paraíso Tropical – serie TV, 67 episodi (2007)
- Capitu – miniserie TV, 5 episodi (2008)
- A Princesa e o Vagabundo, regia di Marcus Figueiredo e Jayme Monjardim – film TV (2010)
- Dalva e Herivelto: Uma Canção de Amor – miniserie TV, 5 episodi (2010)
- S.O.S. Emergência – serie TV, episodi 1x5 (2010)
- Afinal, o que Querem as Mulheres? – serie TV, episodi 1x1 (2010)
- Acampamento de Férias – serie TV, 5 episodi (2011)
- O Brado Retumbante – miniserie TV, 8 episodi (2012)
- As Brasileiras – serie TV, episodi 1x10 (2012)
- Lado a lado – serie TV, 8 episodi (2012)
- Sessão de Terapia – serie TV, 11 episodi (2012)
- Correio Feminino – miniserie TV (2013)
- Felizes para Sempre? – miniserie TV, 10 episodi (2015)
- Dois Irmãos – miniserie TV, episodi 1x1-1x2 (2017)
- A Força do Querer – serie TV, 172 episodi (2017)

## Doppiatrici italiane
Nelle versioni in italiano nelle opere in cui ha recitato, Maria Fernanda Cândido è stata doppiata da:
- Marina Thovez in Terra nostra, Vento di passione, Terra nostra 2 - La speranza
- Chiara Colizzi in Animali fantastici - I segreti di Silente
- Emanuela Baroni in La stanza delle meraviglie